# Al Russell
Allen Wilbert „Al“ Russell (auch Stomp Russell, * 8. Oktober 1921 in Columbia (South Carolina); † 24. Dezember 2011 in Wynnewood, Pennsylvania) war ein US-amerikanischer Jazz- und Rhythm-and-Blues-Musiker (Piano, Gesang) und Songwriter.

## Leben und Wirken
Russell besuchte die Booker T. Washington Highschool in Columbia und begann als Jugendlicher als Pianist und Sänger in Radioshows des lokalen Senders WCOS aufzutreten. Mit zwei weiteren Sängern, Joel Cowan (Gesang und Gitarre) und William „Doc Basso“ Joseph (Gesang und Bass-Fiddle), gründete er das Al Russell Trio, das auf Tourneen ging und sich in Los Angeles niederließ. 1944 fanden seine Art-Tatum-Interpretationen die lobende Erwähnung im Billboard. Im Juni 1945 erschien bei Coast Records die erste Single des Trios, It's So/Solid Mr. Kelly with the Jelly. Das Trio geriet wegen des Songs Dig, Mister K. Kay Kay 1945 in Schwierigkeiten mit dem Ku Klux Klan; Diskjockeys weigerten sich aus Angst vor Repressionen den Song zu spielen. Ab 1946 lebte er in West Philadelphia.
1947 gründete er das Doo-Wop-Ensemble The Do Ray Me Trio, das (mit zahlreichen Namensvarianten wie Do Ray and Me) bis in die 1970er Jahre bestand und auch zahlreiche Songs von Russell aufnahm, u. a. für die Label Commodore (Wrapped Up in a Dream 1947), Ivory, Columbia/Okeh (I Want to Be With You Always, 1951), Brunswick (I'm Only Human, 1953) und StereoCraft (I Can't Get You Off My Mind, 1959). Impresario der Gruppe war zwischen 1948 und 1951 Joe Davis. Das Trio, dem in wechselnden Besetzungen Buddy Hawkins, Al Moore, Joel Cowan, Doc Basso, Curtis Wilder und Joe Davis angehörten, trat vorwiegend im Raum Philadelphia und in Wildwood (New Jersey) in Nachtclubs, Theatern und Restaurants auf; 1948 hatte es einen Hit mit Russells Song Wrapped Up in a Dream, der auf #2 der R&B-Charts stieg und dort 19 Wochen blieb. Es gab auch gemeinsame Auftritte mit Harry James in Las Vegas 1959 und mit Louis Armstrong.
Nach dem Tod seiner Bandkollegen trat Al Russell noch bis 2009 im Vincent's Restaurant in West Chester (Pennsylvania) auf, bis das Lokal schließen musste. Er starb am Heiligabend 2011 im Alter von 90 Jahren.
Russell war auch als Songwriter erfolgreich; sein A.B.C. Boogie wurde 1954 von Bill Haley and the Comets als B-Seite des Hits Shake, Rattle, and Roll veröffentlicht. Weitere Songs wie It's Like Taking Candy from a Baby, If I Told You Once, There's a Man at the Door oder Just Plain Love interpretierten Rosemary Clooney, Johnny Desmond, Big John Greer, Tony Pastor und Claude Thornhill.

## Diskographische Hinweise
- The Do-Ray-Mi Trio (Stereocraft/Hi-Life, 1959)
- The Exciting Do-Ray-Me Trio (Melbourne, 1966)